# BSWW Mundialito 2012
Navigation
2011 2013
L'édition 2012 du BSWW Mundialito est la 17e fois que se tient la compétition. Elle a lieu sur la plage de Praia da Rocha à Portimão (Portugal) du 27 au 29 juillet 2012. C'est la première année que le Brésil n'est pas invité par la BSWW.
L'équipe du Portugal remporte pour la 4e fois le tournoi, tout s'est joué lors du dernier match contre l'Espagne.

## Participants
- Allemagne

- Chine

- Espagne

- Portugal

## Déroulement
La compétition se déroule dans un format tournoi toutes rondes où tous les participants sont opposés une seule fois au cours de la compétition. Lors d'une égalité, la différence de but particulière prime sur celle générale.

## Tournois

### Détails des matchs
| 27 juillet 2012 | Espagne                                                                                 | 8 - 1 | Allemagne    | Praia da Rocha, Portimão, Portugal |                        |
| 13:15           | Juanma 5e · Amarelle 9e, 14e · D. Pajón 13e · Antonio 25e · Llorenç 30e, 30e · Sidi 35e |       | 17e Weirauch | Arbitrage : Ruben Eriz             | Arbitrage : Ruben Eriz |
| 13:15           | Rapport                                                                                 |       |              | Arbitrage : Ruben Eriz             | Arbitrage : Ruben Eriz |

| 27 juillet 2012 | Chine                  | 2 - 5 | Portugal                                          | Praia da Rocha, Portimão, Portugal  |                                     |
| 14:30           | Han Xo 8e · Cai Wm 24e |       | 1re, 16e, 26e Madjer · 24e L. Vaz · 25e J. Santos | Arbitrage : Joaquim Pereira Almeida | Arbitrage : Joaquim Pereira Almeida |
| 14:30           | Rapport                |       |                                                   | Arbitrage : Joaquim Pereira Almeida | Arbitrage : Joaquim Pereira Almeida |

| 28 juillet 2012 | Espagne                                                                        | 8 - 0 | Chine | Praia da Rocha, Portimão, Portugal         |                                            |
| 13:15           | Juanma 4e, 10e · D. Pajón 7e, 24e · Amarelle 11e, 27e · Antonio 15e · Sidi 31e |       |       | Arbitrage : Jose Manuel Teixeira Frontelas | Arbitrage : Jose Manuel Teixeira Frontelas |
| 13:15           | Rapport                                                                        |       |       | Arbitrage : Jose Manuel Teixeira Frontelas | Arbitrage : Jose Manuel Teixeira Frontelas |

| 28 juillet 2012 | Portugal                                                                  | 6 - 1 | Allemagne    | Praia da Rocha, Portimão, Portugal |                              |
| 14:30           | Marinho 8e, 10e · L. Vaz 13e · Paulo Graça 25e · Madjer 36e · B. Novo 36e |       | 13e C. Thürk | Arbitrage : Jose Luis Duarte       | Arbitrage : Jose Luis Duarte |
| 14:30           | Rapport                                                                   |       |              | Arbitrage : Jose Luis Duarte       | Arbitrage : Jose Luis Duarte |

| 29 juillet 2012 | Allemagne                                                        | 5 - 1 | Chine      | Praia da Rocha, Portimão, Portugal |                              |
| 13:15           | S. Ullrich 2e · O. Romrig 19e · Weirauch 21e, 26e · D. Caste 31e |       | 20e Hao Mh | Arbitrage : Jose Luis Duarte       | Arbitrage : Jose Luis Duarte |
| 13:15           | Rapport                                                          |       |            | Arbitrage : Jose Luis Duarte       | Arbitrage : Jose Luis Duarte |

| 29 juillet 2012 | Portugal                                            | 6 - 4 | Espagne                                                  | Praia da Rocha, Portimão, Portugal |                        |
| 14:30           | B. Novo 1re, 31e · Madjer 17e, 23e, 25e · Lucio 21e |       | 12e Amarelle · 16e Antonio · 17e D. Pajón · 19e M. Beiro | Arbitrage : Ruben Eriz             | Arbitrage : Ruben Eriz |
| 14:30           | Rapport                                             |       |                                                          | Arbitrage : Ruben Eriz             | Arbitrage : Ruben Eriz |

### Classement final
| Équipe    | J | G | G+ | P | Bp | Bc | +/- | Pts |
| --------- | - | - | -- | - | -- | -- | --- | --- |
| Portugal  | 3 | 3 | 0  | 0 | 17 | 7  | +10 | 9   |
| Espagne   | 3 | 2 | 0  | 1 | 20 | 7  | +13 | 6   |
| Allemagne | 3 | 1 | 0  | 2 | 7  | 15 | -8  | 3   |
| Chine     | 3 | 0 | 0  | 3 | 3  | 18 | -15 | 0   |

### Classement des buteurs
| 7 buts - Madjer 5 buts - R. Amarelle 4 buts - D. Pajón 3 buts - B. Novo - Juanma - Antonio - Weirauch 2 buts - Marinho - L. Vaz - Sidi - Llorenç | 1 but - Jordan Santos - Paulo Graça - Lucio - M. Beiro - O. Romrig - S. Ullrich - D. Caste - C. Thürk - Hao Mh - Han Xo - Cai Wm |

## Trophées individuels
- Meilleur joueur :  Madjer
- Meilleurs buteurs :  Madjer (7 buts)
- Meilleur gardien :  Paulo Graça